# جان مک‌داول

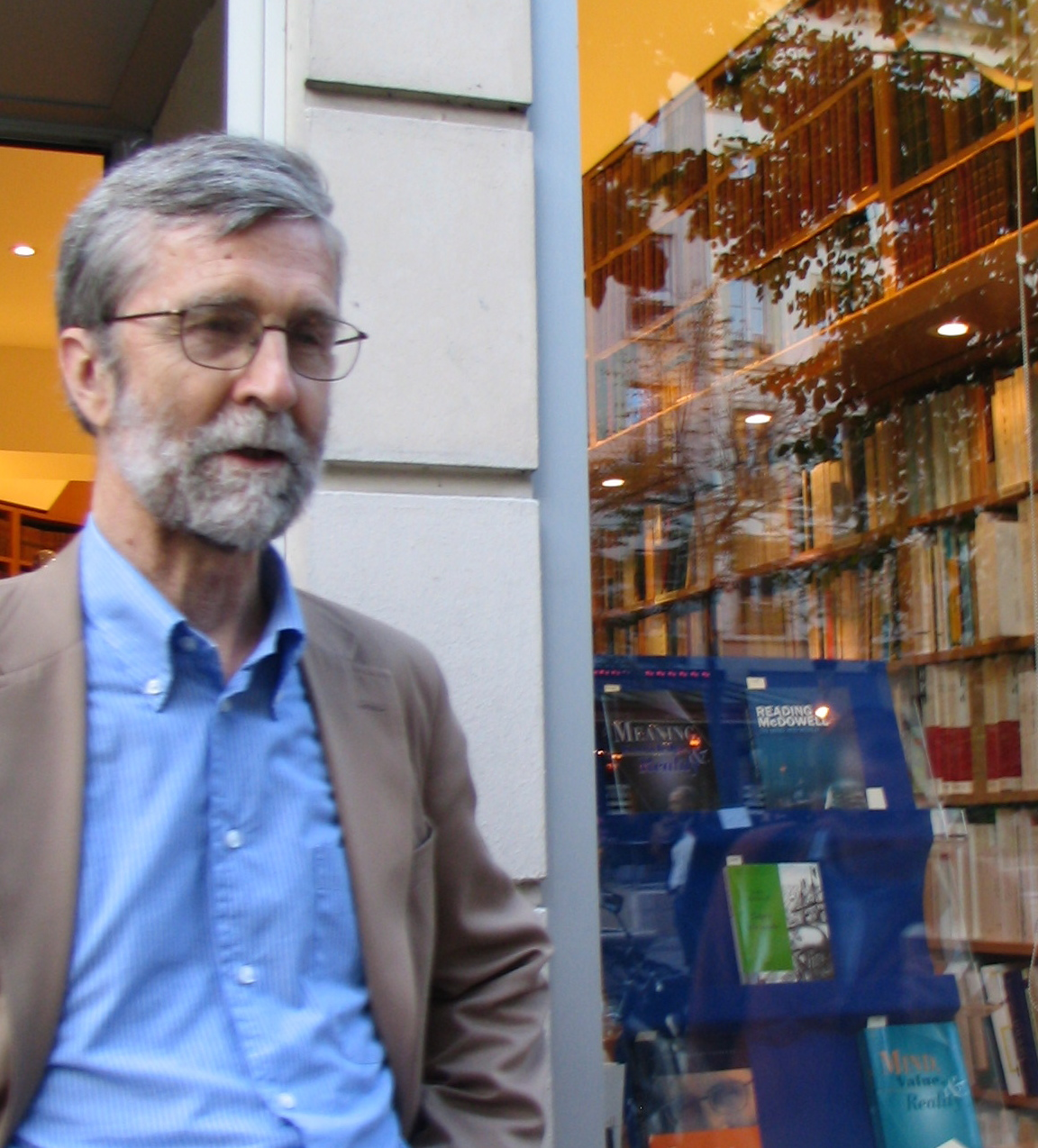
جان هنری مکداول

جان هنری مک‌داول (زاده ۱۹۴۲)، فیلسوف تحلیلی اهل آفریقای جنوبی است. وی در گذشته استاد دانشگاه آکسفورد و در حال حاضر استاد دانشگاه پیتزبورگ است. مک‌دوال در زمینه‌های متافیزیک، معرفت‌شناسی، فلسفه زبان، فلسفه عملی، و فلسفه اخلاق فعالیت می‌کند. مک‌داول از مخالفان سرسخت فلسفه طبیعت گرایانه با نگرش فروکاهشی است. تاثیرگذارترین اثر او کتاب «ذهن و جهان» است که در سال ۱۹۹۴ میلادی به چاپ رسیده است. در این کتاب مک‌داول به بررسی رابطه ذهن و جهان و چگونگی فهم جهان می‌پردازد. مک‌داول برخلاف جریان متداول فلسفه در آمریکای شمالی نظرات ویتگنشتاین و هگل را در نوشته‌ها و اندیشه‌های خود به کار می‌گیرد. مک‌داول به همراه رابرت براندوم که او نیز در دانشگاه پیتزبورگ فعالیت می‌کند، به بازبینی هگل پرداخته‌اند و به این جنبش مکتب پیتزبورگ گفته می‌شود.